# Hyla hallowellii
Hyla hallowellii es una especie de anfibio anuro de la familia Hylidae.

## Distribución geográfica
Es endémica de las islas Ryūkyū (Japón).
Sus hábitats naturales incluyen bosques tropicales o subtropicales secos y a baja altitud, zonas de arbustos, praderas parcialmente inundadas, pantanos, marismas de agua dulce, corrientes intermitentes de agua, plantaciones, zonas previamente boscosas ahora muy degradadas, estanques, tierras de irrigación, canales y diques.